# Viaduc de Mirville
Le viaduc de Mirville  est un ouvrage d'art ferroviaire de la ligne de Paris-Saint-Lazare au Havre, permettant la traversée de la vallée du ru de Bolbec sur le territoire de la commune de Mirville, dans le département de la Seine-Maritime en  Normandie.
C'est un viaduc courbe, construit en briques rouges appareillées, composé de 48 arches sur une longueur de 530 mètres et une hauteur maximum de 32 mètres. Il est construit sous la direction de l'ingénieur en chef Joseph Locke, par les entrepreneurs Mackensie et Brassey, pour le compte de la Compagnie du chemin de fer de Rouen au Havre qui le met en service en 1847 lors de l'ouverture à l'exploitation de sa ligne de chemin de fer homonyme. Pendant la guerre franco-allemande de 1870 et à la fin de la Seconde Guerre mondiale, en 1944, il subit des destructions, relativement faibles, qui interrompent le trafic ferroviaire mais permettent une remise en état rapide après la fin des conflits.
Propriété de Réseau ferré de France, il est principalement utilisé pour les circulations des trains de voyageurs et de marchandises de la Société nationale des chemins de fer français (SNCF).

## Situation ferroviaire
Le viaduc de Mirville est situé au point kilométrique (PK) 200,126 de la ligne de Paris-Saint-Lazare au Havre, entre les gares de Bolbec - Nointot et de Bréauté - Beuzeville. Il est séparé de cette dernière par les embranchements des lignes de Bréauté - Beuzeville à Gravenchon-Port-Jérôme et de Bréauté - Beuzeville à Fécamp.

## Histoire
Le viaduc est situé sur le tracé du chemin de fer de Rouen au Havre concédé le 11 juin 1842 à MM. Charles Laffitte, Edward Blount et Cie en prolongement du chemin de fer de Paris à Rouen. La Compagnie du chemin de fer de Rouen au Havre est autorisée le 29 janvier 1843 et les premiers chantiers au-delà de Rouen sont ouverts en janvier 1844 par les entrepreneurs anglais William Mackenzie (contractor) (en) et Thomas Brassey.
.

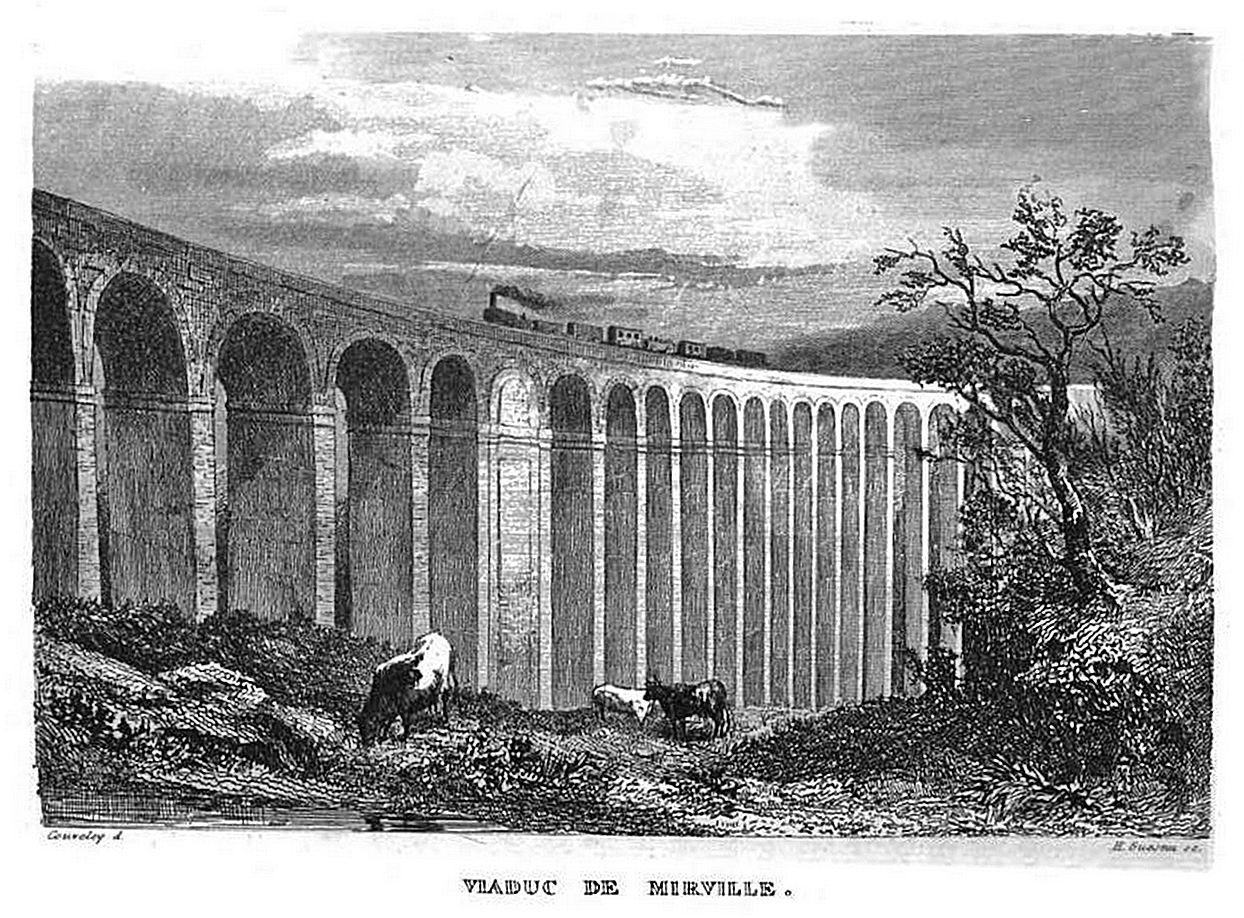
Dessin du viaduc en 1847 avant les travaux de consolidation

La brique, qui a fait ses preuves en Angleterre, est choisie comme matériau de construction pour les ouvrages d'art et les bâtiments. Elle est d'un coût un peu plus élevé que la pierre mais son maniement facile est bien maitrisé par les ouvriers anglais qui viennent en nombre travailler sur la ligne. Bien qu'étant largement utilisé outre Manche dans les ouvrages des chemins de fer, ce matériau n'est pas apprécié par les ingénieurs des ponts et chaussées français, qui vont imposer des renforcements et des épreuves supplémentaires pour les ouvrages. Néanmoins, sous la responsabilité de l'ingénieur en chef Joseph Locke, le chantier du viaduc de Mirville, débuté en 1844, est en voie d'achèvement en 1845 pour une mise en service prévue en juin 1846.
En janvier 1846, le viaduc de Barentin s'écroule alors qu'il était presque terminé. Ceci renforce le doute des ingénieurs français qui demandent d'autres renforts sur celui de Mirville ; l'épreuve des tests est longue et difficile. Pour un grand viaduc comme celui de Mirville, cela consiste à supporter pendant plusieurs semaines un remblai de deux à trois mètres de hauteur, puis le passage de deux convois lourdement chargés et tractés chacun par deux locomotives qui vont effectuer cent fois la traversée en avançant de front. Les ouvrages passent avec succès toutes les épreuves et la ligne est déclarée bonne pour le service en mars 1847 ce qui représente un retard de neuf mois par rapport aux prévisions.
L'inauguration de la ligne a lieu le 20 mars 1847. Le train inaugural, composé de huit wagons de première classe où se trouvent des membres de la compagnie, les ingénieurs et les invités, part de Paris, s'arrête à Rouen pour le petit déjeuner, puis repart pour Le Havre en s'arrêtant sur certains ouvrages d'art et notamment sur le viaduc de Mirville. La mise en service a lieu le 22 mars pour les trains de voyageurs et le 31 mars pour ceux de marchandises.

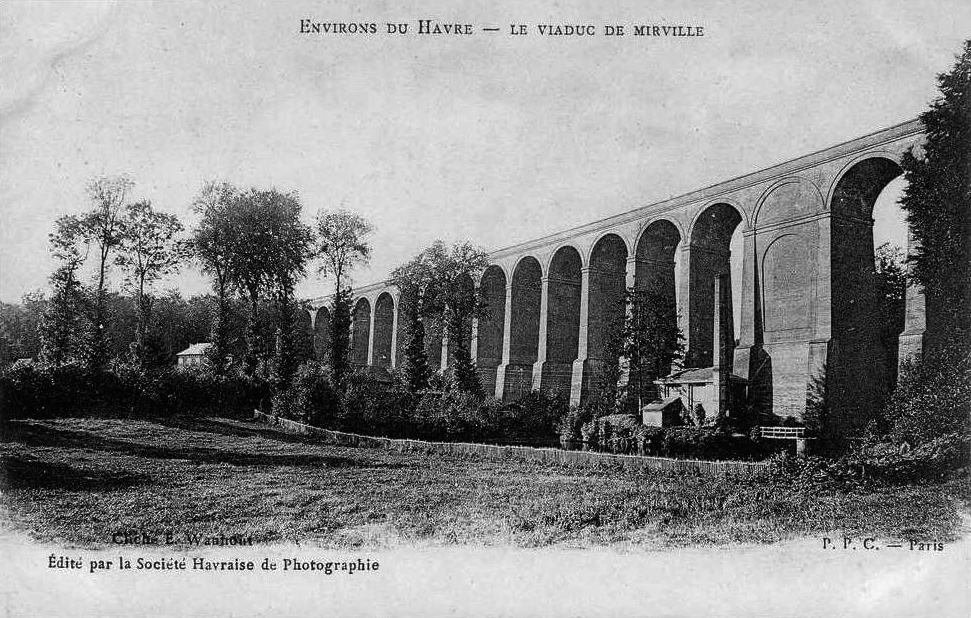
Le viaduc vers 1900 avec les renforts des piles demandés par l'administration.

Lors de la guerre franco-allemande de 1870, le viaduc se retrouve entre la défense du Havre et l'armée allemande. En janvier 1870, le général allemand Bentheim envoie un détachement, dirigé par le capitaine de cavalerie Frantzius, faire sauter le viaduc pour rompre la ligne du chemin de fer à proximité des forces de la défense havraise. Le 14 janvier, une équipe de pionniers est envoyée pour miner le viaduc mais, chargés par une douzaine de cavaliers entrainés par le capitaine de la Villeurnoy, les Allemands se retirent. Le lendemain, ils reviennent plus nombreux sur le viaduc, pendant qu'une opération de diversion a lieu sur Saint-Romain-de-Colbosc. Dans l'après-midi, ils réussissent à faire exploser leur charges, détruisant totalement la première arche, du côté de Rouen, et endommageant les deux suivantes.
Après la fin du conflit, le chantier pour la reconstruction définitive des trois arches est terminé en 1871.
En 1923, on procède à la réparation des maçonneries (voutes et tympans) et au remplacement des parapets en maçonnerie par des garde-corps en ciment armé. Il est également ajouté de nouveaux regards de visite et des crochets de ravalement.
Lors de la Seconde Guerre mondiale, en 1944, l'armée allemande en retraite fait sauter deux arches du viaduc, ce qui provoque la coupure de la ligne. Les trains s'arrêtent avant le viaduc et les voyageurs font cinq kilomètres à pied pour poursuivre leur voyage dans un autre train qu'ils prennent de l'autre côté du viaduc.
Le viaduc est remis en état et rouvert en 1945.

## Caractéristiques
Réalisé en briques sous la direction de Joseph Locke, ingénieur en chef, et M. G. Neuman, ingénieur principal résident, c'est un viaduc ferroviaire à deux voies pour le passage des trains de la ligne de Paris-Saint-Lazare au Havre.
Il comporte une pente de 0,0033. Il est en partie en courbe de 1 000 mètres de rayon, sur 340 m de développement. Sa longueur totale est de 530 mètres, dont 513,45 m entre les culées extrêmes. Il comprend 48 arches de 9,20 m d'ouverture entre des piles de 1,55 m. La hauteur maximale des rails au-dessus du sol est de 32 mètres et la largeur entre les parapets est de 7,40 m.
Sa construction a nécessité des volumes importants : 18 473 m3 de maçonnerie de briques appareillées au mortier ordinaire, 443 m3 de maçonnerie de briques au ciment, 66 m3 de tablettes de pierre de taille, 2 694 m3 de béton pour les fondations, 6 342 m3 de déblais pour les fouilles des fondations, 22 865 m3 de remblais pilonnés autour des piles. Les modifications exigées ont entrainé l'établissement de contreforts dans l'intérieur de quelques arches, pour former des piles-culées. En outre, il a fallu ajouter 1 766 m3 de maçonneries de briques pour les contreforts et 3 631,64 m3 de maçonneries de briques pour le remplissage des vides.
Estimée à 864 260 francs, la dépense totale, comprenant les modifications demandées par l'administration, a atteint 1 274 068 francs.